# Christiania (ski)
Pour les articles homonymes, voir Christiania.
Le Christiania (désuet) ou Christiania pur est une ancienne technique de virage à ski qui se caractérise par des mouvements de flexion et d'extension. Cette technique évolue avec une rotation du buste moins marquée, ce qui donnera le « Christiania léger ». 
Lorsque le virage Christiania est accompagné d'un appui chasse-neige avec ouverture amont, on parle alors de  Stem-Christiania.
Elle est née à la Belle Époque sur les longues pistes de ski très fréquentées de la ville de Christiania et s'effectue après un appui et un saut léger qui placent les skis perpendiculairement à la ligne de plus grande pente. Quand le saut est plus marqué, le mouvement effectué est appelé « ruade ».